# Wahrnehmung
Wahrnehmung (auch Perzeption genannt) ist bei Lebewesen der Prozess und das subjektive Ergebnis der Informationsgewinnung (Rezeption) und -verarbeitung von Reizen aus der Umwelt und aus dem Körperinneren. Das geschieht durch unbewusstes (und beim Menschen manchmal bewusstes) Filtern und Zusammenführen von Teil-Informationen zu subjektiv sinnvollen Gesamteindrücken. Diese werden auch Perzepte genannt und laufend mit gespeicherten Vorstellungen (Konstrukten und Schemata) abgeglichen.
Inhalte und Qualitäten einer Wahrnehmung können manchmal (aber nicht immer) durch gezielte Steuerung der Aufmerksamkeit und durch Wahrnehmungsstrategien verändert werden.
Die Gesamtheit aller Vorgänge der Sinneswahrnehmung bezeichnet man auch als Sensorik.

## Grundlegendes

### Formen der Wahrnehmung
Grundsätzlich unterscheidet man zwischen der Extero- und der Interozeption. Exterozeption bezeichnet dabei allgemein die Wahrnehmung der Außenwelt; der Begriff Interozeption als Oberbegriff die Wahrnehmung des eigenen Körpers. Bei letzterem unterscheidet man Propriozeption (Wahrnehmung von Körperlage und -bewegung im Raum) und Viszerozeption (Wahrnehmung von Organtätigkeiten).
Die Wahrnehmung der Außenwelt bezog sich zunächst vor allem auf die „fünf Sinne“ (Riechen, Sehen, Hören, Schmecken und Fühlen). Das Fühlen (Tastsinn) wiederum kann einerseits nach der Wahrnehmung von Berührung, Schmerz und Temperatur (Oberflächensensibilität), andererseits aber auch in das aktive Erkennen (haptische Wahrnehmung) und das passive „berührt werden“ (Oberflächensensibilität) unterteilt werden. Weitere Sinne sind der Gleichgewichtssinn, der Zeitsinn und der Magnetsinn.
Die Psychologie kennt daneben die Begriffe der Selbst- und Fremdwahrnehmung, wobei erstere die Überzeugungen sind, die wir von uns selbst beziehungsweise unserem Empfinden und Verhalten haben, während Fremdwahrnehmung die Eindrücke bezeichnet, die andere von uns gewinnen. Wenn diese Wahrnehmungen nicht wenigstens ansatzweise deckungsgleich sind, kann es zu Problemen in der zwischenmenschlichen Kommunikation kommen.

### Grundlegende Konzepte
Man unterscheidet die folgenden wissenschaftlichen und weltanschaulichen Definitionen des Prozesses der Wahrnehmung:
- In der Psychologie und der Physiologie bezeichnet Wahrnehmung die Summe der Schritte Aufnahme, Auswahl, Verarbeitung (Abgleich mit Vorwissen) und Interpretation von  sensorischen Informationen – und zwar nur jener Informationen, die der Anpassung (Adaptation) des Wahrnehmenden an die Umwelt dienen oder die ihm eine Rückmeldung über Auswirkungen seines Verhaltens geben. Gemäß dieser Definition sind also nicht alle Sinnesreize Wahrnehmungen, sondern nur diejenigen, die kognitiv verarbeitet werden und der Orientierung eines Subjekts dienen. Wahrnehmung ermöglicht sinnvolles Handeln und, bei höheren Lebewesen, den Aufbau von mentalen Modellen der Welt und dadurch antizipatorisches und planerisches Denken. Wahrnehmung ist eine Grundlage von Lernprozessen.
- In der Biologie ist der Begriff Wahrnehmung enger gefasst und bezeichnet die Fähigkeit eines Organismus, mit seinen Sinnesorganen Informationen aufzusuchen, aufzunehmen und zu verarbeiten.
- In der Philosophie wird die Wahrnehmung von der Kognition (der gedanklichen Verarbeitung des Wahrgenommenen) unterschieden und bezeichnet – je nach Wahrnehmungstheorie – das sinnliche Abbild oder die sinnliche Repräsentation von Teilen oder Aspekten der Außenwelt im Zentralnervensystem von Lebewesen. Sie beinhaltet auch die Beziehungen der erfassten Objekte.

## Wahrnehmungstheorie
Die Wahrnehmungstheorie will die Kluft zwischen subjektiv-psychologischem Erleben bei einer Wahrnehmung und objektiv-physiologischer Schilderung der Wahrnehmungsvorgänge im Organismus überbrücken, siehe dazu auch das theoretische Konzept des psychophysischen Niveaus. Wahrnehmungstheorien der Philosophiegeschichte und des sogenannten cartesischen Theaters seien erwähnt. Die Wahrnehmungstheorie sollte aber einen konkreten Beitrag leisten können u. a. zu Streitfragen, ob Wahrnehmung sicher von Empfindung abzugrenzen ist. Sie sollte etwa auch die ungelösten Auffassungen des Empirismus einer Klärung zuführen.

### Sinn, Sinneswahrnehmung, Sinnesorgan, Sensorik, Sensorium
Ein Sinnesorgan nimmt Reize bestimmter Modalitäten (hier: visuell) als Sinneswahrnehmung (hier: visuelle Wahrnehmung) auf und leitet diese an das zuständige sensorische Gehirnareal oder an einen anderen Komplex des Zentralnervensystems weiter, das den Sinneseindruck produziert. Dieser primäre Sinneseindruck wurde schon lange vor der Entdeckung der neuroanatomischen Grundlagen der Wahrnehmung als „Empfindung“ bezeichnet und damit von Wahrnehmung i. w. S. abgegrenzt. Wahrnehmung kommt damit erst durch einen zweiten Schritt der Abgleichung aller Sinnesempfindungen mit bereits vorhandenen Daten zustande, sozusagen durch eine Art von innerer ›Passkontrolle‹ (gnostische Hirnfunktionen in den sogenannten sekundären Assoziationszentren). Man spricht auch von sensorischer Integration. Erst mit dieser Leistung der Hirnzentren ist ein Sinn (beispielsweise Sehen) umgesetzt, der uns ›sinnvolle‹ Gegenstände erkennen lässt (z. B. Sehen und Erkennen von Schrift), vgl. auch die sprachliche Ableitung von Bewusstsein (lateinisch conscientia ‚Mitwissen‘ und altgriechisch συνείδησις syneidesis, deutsch ‚Miterscheinung, Mitbild, Mitwissen‘, συναίσθησις Mitwahrnehmung und φρόνησις von φρόνειν bei Sinnen sein, denken). Wahrnehmung stellt somit ein ›Für-wahr-Nehmen‹ dar. Die Summe aller Sinneswahrnehmungen entspricht der Wahrnehmung (Sensorik) als Ganzes. Auch die englische Sprache unterscheidet zwischen Empfindung und Wahrnehmung (engl. sensation und perception). Der englische Begriff awareness = Bewusstsein hängt sprachlich mit „Wahrnehmung“, „Gewahrwerden“, „wahren“ zusammen (aengl. warian).
In den theoretischen Überlegungen von Charles S. Peirce spricht man in diesem Zusammenhang auch von Qualia. Unter dem Quale oder dem phänomenalen Bewusstsein versteht man den subjektiven Erlebnisgehalt eines mentalen Zustandes.
Die Gesamtheit der Gehirnareale, die für die Sensorik zuständig sind, nennt man Sensorische Projektionszentren. Sie spielen eine wesentliche Rolle für das Bewusstsein, das sog. Sensorium. Im weiteren Sinne ist unter Sensorium auch die Gesamtheit der Sinnesorgane einschließlich der für Reizleitung und Verarbeitung zuständigen Nervenzellen zu verstehen.

### Exemplarischer Exkurs zum Sehvermögen: Sinnesphysiologie und Sinnespsychologie

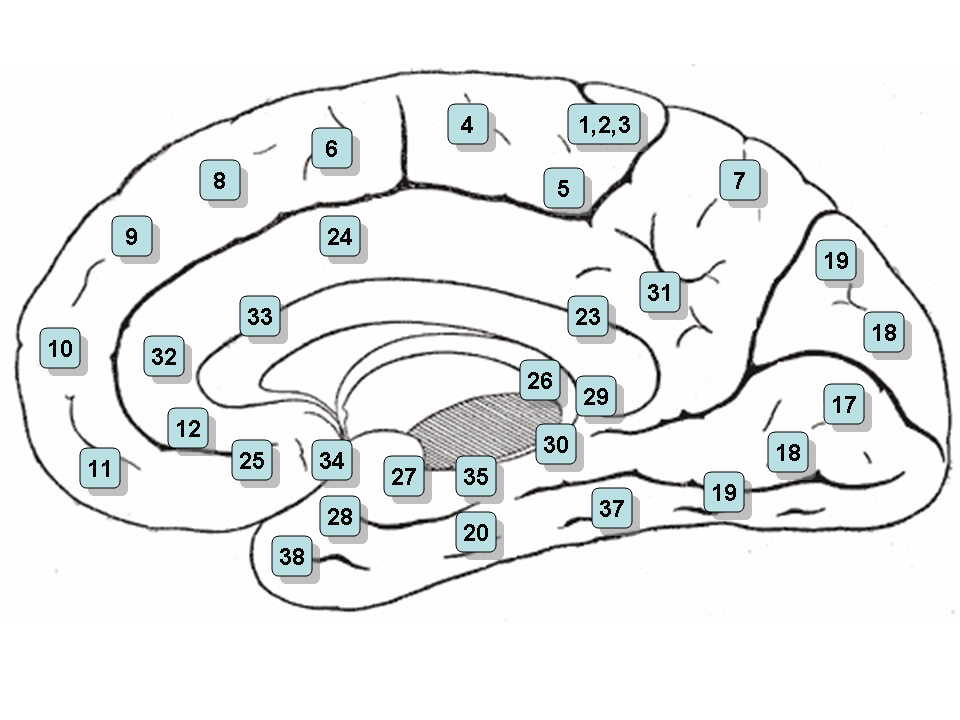
Abb. 1. – Hirnrindenkarte – mediale Aufsicht auf die rechte Großhirnhemisphäre (Areale nach Korbinian Brodmann nummeriert)
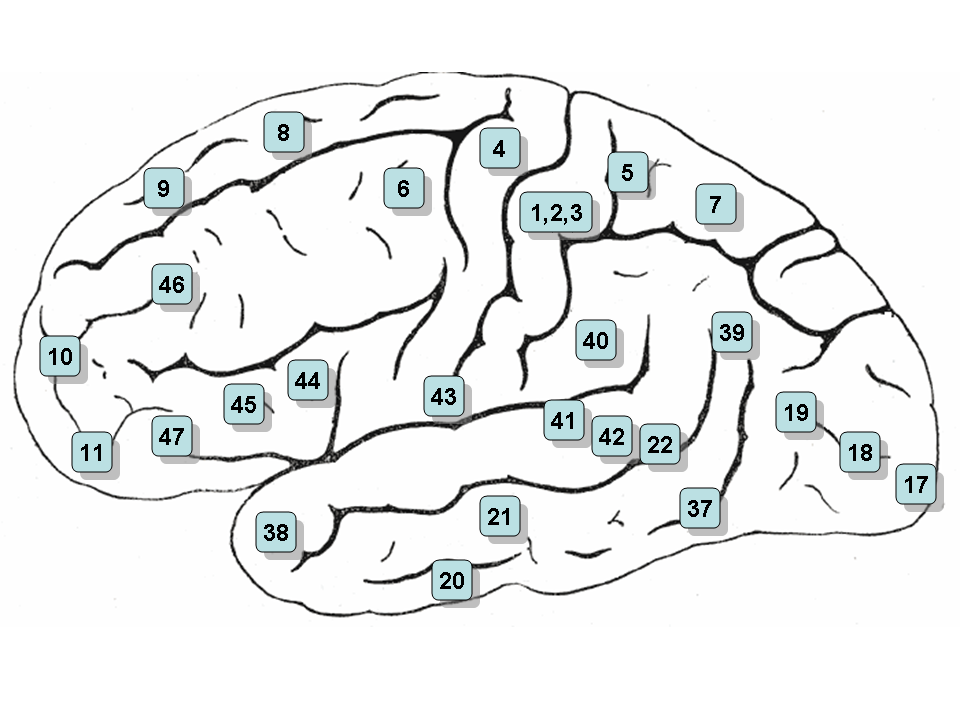
Abb. 2 – Hirnrindenkarte – laterale Aufsicht auf die linke Großhirnhemisphäre (Areale nach Korbinian Brodmann nummeriert)

#### Allgemeine begriffliche Vorbemerkungen
Die Unterscheidung zwischen Empfindung und Wahrnehmung wurde in der Vergangenheit zum Teil kontrovers behandelt. Hubert Rohracher und Wilhelm Wundt haben beide diese Begriffe voneinander unterschieden. Wundt stand allerdings im Gegensatz zur Gestaltpsychologie. Die Marburger Schule hat zum Begriff der Empfindung einen eigenen Standpunkt entwickelt. Eine eigene Lehre der Empfindung hat auch J.G. Herder aufgestellt. Anstatt einer Kritik der Vernunft forderte er zuerst eine Physiologie der menschlichen Erkenntniskräfte.
Heute werden die Sinne als Vermittler von Empfindungen angesehen. Empfindung ist das „primäre unmittelbare psychische Korrelat einer Sinneserregung durch Reize“.

#### Sehvermögen
Primäres HirnrindenfeldAm Beispiel des Sehens sei der heutige Kenntnisstand etwas konkreter dargelegt: Das optische Bild wird in der primär visuellen Rinde des Gehirns (Occipitale Brodmann-Area 17, Sulcus calcarinus) nach Art eines Projektionsvorgangs von der Netzhaut auf die Hirnrindenfelder erzeugt, siehe Abb. 1 und 2. Man spricht hier auch von Sehzentrum. Dies stellt ein primäres Hirnrindenfeld dar. Die Nervenbahnen zwischen Auge und Hirnrinde werden als Sehbahn bezeichnet. Nach der Umschaltung der einzelnen Fasern der Sehbahn im Hirnstamm wird die Sehbahn als Sehstrahlung bezeichnet, siehe Corpus geniculatum laterale. Sie stellt eine Projektionsbahn dar. Vor dieser Umschaltung spricht man von Nervus opticus und Tractus opticus. Sensorische Zentren sind jeweils durch eine dort endende Neuronenkette bestimmt. Das in der Area 17 erzeugte „primäre Bild“ wird auch als visuelle Empfindung bezeichnet. Einseitige Läsion der Area 17 bewirkt halbseitigen Gesichtsfeldausfall auf der Gegenseite der Läsion (kontralaterale Hemianopsie). Eine doppelseitige Zerstörung der gesamten primär visuellen Rinde bedingt vollständige Blindheit (Rindenblindheit).
Sekundäres HirnrindenfeldJedem primär sensorischen Areal (primäre Rinde) schließt sich ein sekundäres an, das darum auch Assoziationsgebiet genannt wird. Im Falle des Sehens befindet sich das sekundäre visuelle Assoziationsgebiet in den Feldern 18 und 19 des Occipitallappens, d. h. unmittelbar vor der Area 17. In diesen Assoziationsgebieten bzw. sekundären Sinneszentren werden die in den einzelnen primär sensorischen Rindenfeldern eingehenden Informationen miteinander integriert, mit früher gespeicherten Informationen (Erinnerungen) verglichen und so dem Verständnis zugeführt.
Man spricht bei Schädigungen der für das Sehvermögen zuständigen sekundären Hirnrindenfelder von optischer Agnosie (Seelenblindheit). Das Gesehene kann dann nicht mehr erkannt werden. Im Spezialfall kann durch eine solche Schädigung des sekundären optischen Assoziationsgebietes etwa keine Schrift mehr gelesen werden (Alexie), auch wenn das reine Schriftbild noch gesehen wird. Entsprechend gibt es auch akustische, taktile, somatotopische (z. B. Autotopagnosie, Neglect, Rechts-Links-Desorientierung) und olfaktorische Agnosien. Sie werden verursacht durch Schädigung der jeweils sekundären Assoziationsgebiete für ein primäres spezifisches Sinneszentrum. Für jedes Sinnesgebiet bzw. für jeden Sinnesmodus gibt es im Gehirn ein – sowohl sinnesphysiologisch als auch anatomisch-topographisch unterscheidbares – jeweils spezifisches Sinneszentrum, das im hinteren Gehirnabschnitt gelegen ist und dort sozusagen eine eigene Vertretung (Repräsentanz) innehat. Der Begriff der sinnlichen Repräsentanz ist für die Qualität unseres Bewusstseins (Aufmerksamkeit bzw. Klarheit der Beobachtung) wichtig. Bewusstsein stellt immer etwas vor.
In der anatomischen und physiologischen Fachsprache ist der Begriff der Projektionszentren geläufig. Hiermit ist die Verlegung eines Sinnesreizes an eine bestimmte Stelle gemeint. Dieser Ort (griechisch topos) kann auf einer Hirnrindenkarte – wie oben in Abb. 1–2 gezeigt – anatomisch-topographisch genau festgelegt (bzw. lokalisiert) werden. Durch Fortleitung von Sinnesreizen an eine andere Stelle im zentralen Nervensystem wird jeweils eine neue Wahrnehmungsqualität ermöglicht. Sieht man nur mit einem Auge, so entfällt die Fähigkeit zum räumlichen Sehen. Einseitige Schädigung der primären visuellen Rinde führt wie schon gesagt zur Hemianopsie, Schädigung der sekundären und tertiären Projektionszentren zu sog. gnostischen Ausfällen (Agnosien). Durch die anatomisch-topographische Lokalisierung der primären Projektionszentren in den hinteren (parietalen, temporalen und occipitalen) Gehirnabschnitten, d. h. hinter dem Sulcus centralis wiederholt sich der Bauplan des Rückenmarks auch auf der Ebene des Gehirns, siehe den Begriff des Reflexbogens. Unser Bewusstsein gestattet daher in erster Linie ein kontrolliertes und überlegtes Handeln, d. h. eine Berücksichtigung unterschiedlichster Wahrnehmungen und Erinnerungen.
Die tertiäre Hirnrindeist zuständig für die Integration verschiedener Sinnesmodalitäten (Areae 39 und 40 – Gyrus angularis und Gyrus supramarginalis als Übergangsregion zwischen den sekundären visuellen, auditiven, taktilen und kinästhetischen Assoziationsgebieten).
Apraxien können durch mögliche Störungen der sensorischen Projektionszentren hervorgerufen sein. Eine solche Störung hat notwendige Auswirkung auch auf die motorischen Zentren, die ja auf entsprechende Informationen (bzw. sensorische Afferenzen) angewiesen sind. Motorische Zentren wie das Sprachzentrum können aber auch selbst durch eine Schädigung betroffen sein. Es ist daher zwischen einer sensorischen und motorischen Apraxie zu unterscheiden, siehe z. B. Aphasie und die Abgrenzung von motorischen und sensorischen Aphasieformen, siehe den unten erläuterten Begriff der Wahrnehmungskette.
Aufgrund der komplexen Verknüpfung verschiedener Sinnesfunktionen im Gehirn ist Wahrnehmung als bewusster Vorgang im Gegensatz zu den einfacher strukturierten neurophysiologischen Abläufen auf der Ebene des Rückenmarks und des Hirnstamms möglich, siehe Funktionskreis. Der Begriff der Wahrnehmungskette ist daher dem Reflexbogen gegenüberzustellen, einem Organisationsprinzip, das eine automatische und unbewusste Verarbeitung von Reizen auf der Ebene des Rückenmarks ermöglicht. Der Reflexbogen stellt sozusagen den ‚kleinen Dienstweg‘ auf einer niedrigeren Organisationsstufe dar. K. Jaspers sprach im Zusammenhang der höheren cerebralen Organisation von „psychischem Reflexbogen“, Viktor von Weizsäcker von Gestaltkreis. In der Technik wird von diesem biologischen Organisationsprinzip Gebrauch gemacht durch das Modell des Regelkreises, vgl. Synergetik.

### Die Wahrnehmungskette

Die Wahrnehmungskette

Die Wahrnehmungskette als Modell der Wahrnehmung (1956 bei John Raymond Smythies: „causal chain of perception and action“) beruht auf der Gegenüberstellung von einem Wahrnehmungsapparat und einer Außenwelt. Die Kette besteht aus sechs Gliedern, die jeweils auf ihr Folgeglied Einfluss ausüben und an jeder Art von Wahrnehmung in genau dieser Reihenfolge beteiligt sind. Sie ist in sich geschlossen, d. h. das sechste Glied beeinflusst wiederum das erste Glied der Kette:
ReizDie Objekte in der Außenwelt erzeugen Signale, z. B. reflektieren sie elektromagnetische Wellen oder sie vibrieren und erzeugen so Schall. Ein solches Signal, das auf Eigenschaften des Objektes beruht und keines Beobachters bedarf, nannte Gustav Theodor Fechner „Distaler Reiz“. Distale Reize sind i. A. physikalisch messbare Größen; Ausnahmen werden von der Parapsychologie unter dem Begriff Außersinnliche Wahrnehmung erforscht.
Transduktion, TransformationEin distaler Reiz trifft auf die Sinneszellen (auch Sensoren bzw. Rezeptorzellen), wo er durch Interaktion mit diesen zum proximalen Reiz wird. Sensoren sind spezialisierte Zellen des Körpers, die durch bestimmte Stimuli erregt werden. Sie verwandeln verschiedene Arten von Energie (wie Licht, Schall, Druck) in Spannungsänderungen um, ein Vorgang, der Transduktion genannt wird. Wenn beispielsweise bestimmte elektromagnetische Wellen auf die Photosensoren des Auges treffen, lösen sie dort über eine chemische Verstärkungskaskade ein Rezeptorpotenzial aus. Rezeptorpotenziale werden anschließend entweder in der Zelle selbst (primäre Sinneszelle) oder wie bei der Retina des Auges, deren Sensoren sekundäre Sinneszellen darstellen, nach synaptischer Übertragung auf eine Nervenzelle in Aktionspotenzialfolgen umkodiert: Transformation. Sensoren sind meistens in spezielle biologische Strukturen eingebettet, die ihre Fähigkeiten als Sinnesorgan erweitern, z. B. als Beweglichkeit des Augapfels oder als Trichterwirkung der Ohrmuscheln.
VerarbeitungIm Sinnesorgan selbst findet oft eine massive Vorverarbeitung der empfangenen Signale statt, besonders aber in allen folgenden Kerngebieten des Gehirns, unter anderem durch Filterung, Hemmung, Konvergenz, Divergenz, Integration, Summation und zahlreiche Top-down-Prozesse. Beispiel: Die Photorezeptoren des Auges sind nur für einen kleinen Ausschnitt des elektromagnetischen Spektrums empfindlich, bedingt durch den Absorptionsmechanismus der Photosensoren. Dadurch ergibt sich eine Filterfunktion für elektromagnetische Wellen auf den Wellenlängenbereich von ca. 400 – 800 nm; die Photosensoren beeinflussen sich über neuronale Netzwerke in der Retina des Auges gegenseitig (z. B. bei der lateralen Hemmung). Daraus ergibt sich eine Kontrastverstärkungsfunktion. 126 Millionen Rezeptorzellen konvergieren auf 1 Million Ganglienzellen, indem sie rezeptive Felder variabler Größe bilden. Bei abnehmender Helligkeit werden die rezeptiven Felder vergrößert. Daraus ergibt sich eine Tiefpassfilterfunktion in Abhängigkeit von der Helligkeit. Die erste zentrale Umschaltstation des Nervus opticus nach Ausleitung (Konduktion) aus der Retina, das Corpus geniculatum laterale, dient unter anderem als Informationsfilter. Das kann man indirekt daraus schließen, dass sie mehr Input vom Cortex als vom Auge (Integration) erhält usf.
WahrnehmungDer nächste Schritt ist die Bewusstwerdung des Perzepts (Kognition): Schall wird zum Ton oder Geräusch, elektromagnetische Strahlung zu Licht
WiedererkennungProzesse wie Erinnern, Kombinieren, Erkennen, Assoziieren, Zuordnen und Urteilen führen zum Verständnis des Wahrgenommenen und bilden die Grundlage für Reaktionen auf den distalen Reiz. Dabei müssen diese Prozesse keineswegs zu einem klar umrissenen gedanklichen Bild führen, auch Empfindungen wie Hunger, Schmerz oder Angst sind Ergebnis der Kognition. Worauf selten hingewiesen wird, ist die Tatsache, dass die Neurophysiologie bisher noch keine unumstrittene Antwort auf die zentrale Frage des Bewusstseins geben konnte: Bislang hat „niemand auch nur den Schimmer einer Idee, was die physikalischen Prinzipien sind, auf deren Basis das Gehirn psychische Phänomene hervorbringt“ (Mausfeld, 2005, S. 63). Dietrich Dörner widerspricht dieser These allerdings vehement in „Bauplan für eine Seele“ (2008, 25 ff).
HandelnLetztendliches Ergebnis der Wahrnehmung ist die Reaktion auf die Umwelt. Die Reaktion mag zunächst nicht als Teil der Wahrnehmung einleuchten, muss aber zumindest teilweise hinzugerechnet werden. Der Grund ist, dass viele Reaktionen darauf abzielen, den nächsten Durchlauf der Wahrnehmungskette zu beeinflussen, indem neue Eigenschaften der Umwelt für die Wahrnehmung zugänglich gemacht werden (z. B. Augenbewegung, Abtasten einer Oberfläche). Die Wahrnehmung arbeitet im Allgemeinen veridikal, d. h. zwischen einem Reiz und seiner Repräsentation im Gehirn besteht ein kausaler, nachvollziehbarer Zusammenhang. Ist ein Glied der Wahrnehmungskette gestört, so kann es zu Widersprüchen zwischen dem Reiz und der durch ihn ausgelösten Wahrnehmung kommen und man spricht von einer gestörten Wahrnehmung. Entspricht das Ergebnis des Wahrnehmungsprozesses nicht der Realität, obwohl die Wahrnehmungskette störungsfrei arbeitet, so spricht man von einer Wahrnehmungstäuschung. Diese Täuschungen werden in der Psychologie ausgiebig erforscht, denn sie liefern direkte Hinweise auf die Funktionsweise des Wahrnehmungsapparates.
Der Zusammenhang der wichtigsten Begriffe soll an folgendem konkreten Beispiel verdeutlicht werden:
BeispielEin Kaminfeuer übermittelt Strahlung, Schall und chemische Stoffe (allesamt Eigenschaften (physikalische Größen), für die wir Sinnesorgane besitzen), das Kaminfeuer ist also ein distaler Reiz. Da die ausgesandten Signale Sensoren zur Reaktion reizen, handelt es sich hierbei um die Reize Licht, Wärme, Geräusche und Gerüche. Die Gesamtheit dessen, was wir vom Kaminfeuer wahrnehmen, bildet den proximalen Reiz, der von unseren Sinnesnerven als Perzept wie „gelb bis rote Farben, flackernde Bewegung, mittlere Temperatur, Knistern, geruchswirksame Aromen x, y und z“ an die sensorischen Zentren weitergeleitet wird. Obwohl die Umrisse des Kamins auf der Netzhaut gekrümmt sind, wird er veridikal als rechteckig wahrgenommen. Zum Abschluss wird das Perzept durch die Kognition mit den Erinnerungen „Feuer“ und „Kamin“ verbunden, zum „Feuer im Kamin“ kombiniert, als „Kaminfeuer“ erkannt, mit „November 1968“ und „Lisa“ assoziiert und als „sehr angenehm“ beurteilt und bildet damit die Grundlage für unsere Reaktion.

## Sinneswahrnehmungen

### Sinne des Menschen

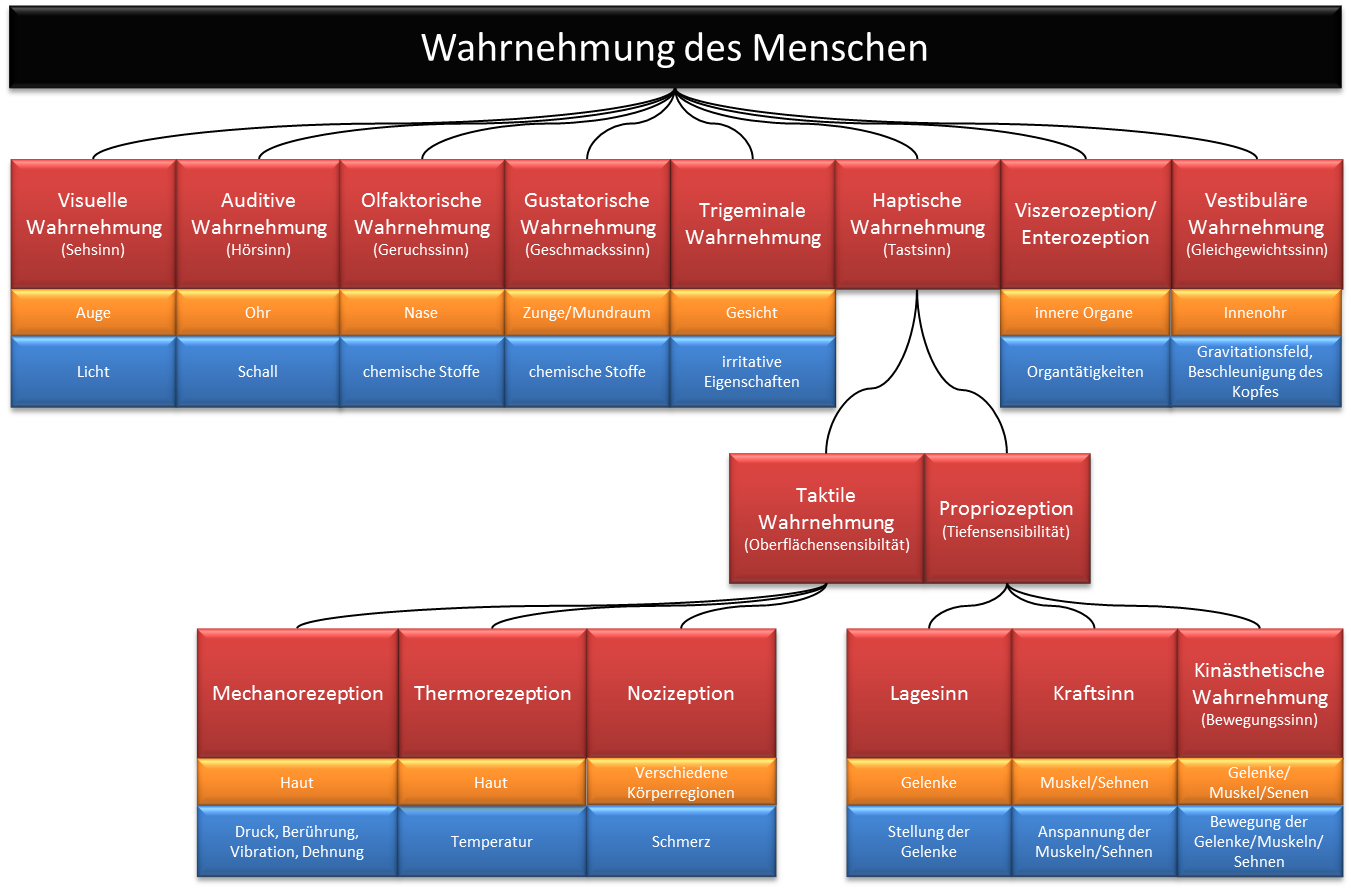
Übersicht der menschlichen Sinne

Man unterscheidet folgende Sinneswahrnehmungen des Menschen:
- Visuelle Wahrnehmung, auch Gesichtssinn oder Sehen: Dient der Wahrnehmung von visuellen Reizen wie Helligkeit, Farbe, Kontrast, Linien, Form und Gestalt, Bewegung und Räumlichkeit. Das zuständige Sinnesorgan ist das Auge. Besonders in künstlerischem Kontext bezeichnet man ein wahrgenommenes Bild oder eine Szene als Sehereignis.
- Auditive Wahrnehmung oder akustische Wahrnehmung, auch Gehörsinn, Gehör oder Hören: Dient der Wahrnehmung von Schall, insbesondere von Geräuschen, Tönen und Klängen. Das zuständige Sinnesorgan ist in erster Linie das Ohr. Sehr laute Schallereignisse können jedoch auch mit dem ganzen Körper, insbesondere durch den Tastsinn wahrgenommen werden. Sehr niederfrequente Schallereignisse werden ebenfalls mit anderen Organen als dem Ohr wahrgenommen. Im Kontext der Psychoakustik wird ein wahrgenommenes Hörereignis genannt, dessen Richtung und Entfernung durch Richtungshören und Entfernungshören bestimmt wird.
  - Vestibuläre Wahrnehmung, auch Gleichgewichtssinn: Dient der Wahrnehmung von Lageveränderungen im Verhältnis zu einem Schwerefeld zur Wahrung des Gleichgewichts und der Kontrolle von Bewegungen, zusammen mit Augen und Muskelsinn. Das zuständige Sinnesorgan ist das Gleichgewichtsorgan im Innenohr. Wird aufgrund seiner Lage dem Gehörsinn zugeordnet
- Sensibilität, auch Tastsinn, Gefühl oder Fühlen. Sie ist die Vereinigung von Taktiler Wahrnehmung und Tiefensensibilität und dient damit der Wahrnehmung von (körperlichen) Gefühlen wie beispielsweise Berührungen, Schmerz, Härte oder Hitze (siehe auch Haptische Wahrnehmung). Zuständig für diese Sinneswahrnehmung ist die Gesamtheit aller Tast-, Wärme- und Kälterezeptoren, die in den folgenden Untersystemen angeordnet sind:
  - Tiefensensibilität:  Dient der Wahrnehmung der Stellung der Körperglieder zueinander und damit der Körperhaltung. Anstatt eines einzelnen Organs ist eine Vielzahl von Rezeptoren in Gelenken, Muskeln und Sehnen für die Reizaufnahme zuständig, die meistens unter dem Begriff Muskelsinn zusammengefasst werden. Zu diesem System wird außerdem die propriozeptive Wahrnehmung gerechnet, die die Wahrnehmungen der eigenen Organe umfasst.
  - Taktile Wahrnehmung:  Dient der Wahrnehmung von Druck, Berührung und Vibrationen sowie der Temperatur. Das zuständige Sinnesorgan ist die Haut, und zwar sowohl deren Tast- als auch Wärme- und Kälterezeptoren. Die von ihnen ausgelösten Reizimpulse werden mit hoher Geschwindigkeit durch die taktilen Nervenfasern über das Rückenmark an das Gehirn weitergeleitet, um bei drohender Gefahr – beispielsweise einer Verletzung – unverzüglich reagieren zu können.[21][22][23]

Neben den taktilen Nervenfasern für die Weiterleitung von Schmerz-, Druck-, Vibrations- und Temperaturreizen sind seit den 1990er Jahren auch in der Haut befindliche C-taktile Fasern bekannt, welche bei Reizung die Informationen eher langsam an das Gehirn weiterleiten und nur für das Spüren von sanfter, zärtlicher Berührung ausschlaggebend sind.
- Trigeminale Wahrnehmung: Dient der taktilen Wahrnehmung im Gesicht (beispielsweise des Windes) und unterstützt die olfaktorische und die gustatorische Wahrnehmung. Für diese Sinneswahrnehmung ist der Nervus trigeminus zuständig, dessen freie Nervenenden in der Gesichtshaut und den Schleimhäuten der Nase, der Mundhöhle und der Augen enden.

- Olfaktorische Wahrnehmung, auch Geruch oder Riechen: Dient der Wahrnehmung von Riech- und Duftstoffen. Das zuständige Sinnesorgan ist die Nase, genauer gesagt deren Riechschleimhaut. Geruchswahrnehmungen werden im Gedächtnis stark mit Emotionen assoziiert.
- Gustatorische Wahrnehmung, auch Geschmack oder Schmecken: Dient der Wahrnehmung von chemischen Qualitäten von Nahrung. Das zuständige Sinnesorgan ist die Zunge mit ihren Geschmacksknospen.

### Weitere Sinne der Lebewesen
In der Tierwelt existieren weitere Sinneswahrnehmungen:
- Wahrnehmung von Druck auf Distanz, auch Ferntastsinn: Verbreitet bei Fischen. Eine Verbindung aus auditiver und taktiler Wahrnehmung. Dient der Wahrnehmung von Veränderungen des Druckes unter Wasser und auf Distanz. Zuständiges Sinnesorgan ist das Seitenlinienorgan.[26]
- Wahrnehmung elektrischer Felder:  Vertreten bei manchen Raubfischen (beispielsweise Hammerhaien). Nicht vergleichbar mit einer menschlichen Sinneswahrnehmung. Dient der Wahrnehmung von elektrischen Feldern, wie sie von Lebewesen erzeugt werden.[26]
- Magnetsinn, das heißt Wahrnehmung von Magnetfeldern. Verbreitet bei Zugvögeln, aber auch bei anderen Tieren und bei Bakterien. Dient der Wahrnehmung des Erdmagnetfeldes zur Navigation. Die zuständigen Sinnesorgane wurden bislang nicht zweifelsfrei identifiziert; bei Zugvögeln wurde der Magnetsinn im Auge und im Oberschnabel lokalisiert. Starke magnetische Wechselfelder verursachen beim Menschen spürbare Vibrationen des Auges und damit eine Verschlechterung der Sehschärfe. Zumindest das Vorhandensein eines solchen Feldes kann damit körperlich wahrgenommen werden.[26]
- Thermische Wahrnehmung: sehr ausgeprägt z. B. bei Schlangen. Eine vergleichbare Sinneswahrnehmung ist beim Menschen durch Kälte- und Wärmerezeptoren der Haut gegeben. Dient der Wahrnehmung von Unterschieden in der Temperatur und Wärmeleitung. Bei Grubenottern ist das entsprechende Organ das Grubenorgan.[26]
- Vibratorische Wahrnehmung: auch Wahrnehmung von Erschütterungen, sehr ausgeprägt bei Katzen, Insekten und Spinnen. Eine vergleichbare Sinneswahrnehmung existiert als Teil der taktilen Wahrnehmung in schwachem Ausmaß auch beim Menschen, so können insbesondere Vibrationen im Infraschallbereich spürbares Unbehagen verursachen. Das zuständige Sinnesorgan ist namentlich nicht bekannt, liegt bei Schlangen aber an der Bauchseite, bei Spinnen in den Gliedmaßen. Beim Menschen könnte auch das Gleichgewichtsorgan eine Rolle spielen.[26]

Die Frage nach Sinneswahrnehmungen der Pflanzen und der niederen Lebewesen ist aufgrund des fehlenden Nervensystems durchaus strittig.
Des Weiteren gibt es die folgende Form der Wahrnehmung, die nicht als Sinneswahrnehmung, sondern als kognitive Wahrnehmung aufgefasst wird:
- Zeitwahrnehmung: Zeitwahrnehmung entsteht erst durch kognitive Vorgänge. Beim Menschen unterscheidet man die beiden Formen Wahrnehmung der zeitlichen Folge (Sequenz) und die Wahrnehmung von Zeitintervallen.

## Kognition
Der Begriff Kognition umfasst die Gesamtheit aller psychischen Fähigkeiten, Funktionen und Prozesse, die der Aufnahme, der Verarbeitung und der Speicherung von Informationen dienen. Wer schon vorher weiß, was er gleich sehen wird, erkennt es schneller. Das menschliche Gehirn arbeitet ungeheuer schnell.

### Zeitwahrnehmung
Die Zeit ist eine zwar abstrakte aber reale Eigenschaft der Umwelt (siehe oben). Die grundlegenden Informationen über diese Eigenschaft werden über die Sinne gewonnen. Deshalb bildet die Zeitwahrnehmung eine echte Form der Wahrnehmung. Allerdings handelt es sich nicht um eine Sinneswahrnehmung, denn die Zeitwahrnehmung entsteht erst durch kognitive Vorgänge.

### Erklärungsmodelle
Es ist schwierig, den Wahrnehmungsprozess allgemeingültig zu beschreiben, da er von Mensch zu Mensch grundlegend verschieden sein kann; so haben auch zum Beispiel viele psychische Krankheiten ihre Ursachen in einer gestörten Wahrnehmung.

### Organisationsprinzipien der Wahrnehmung
Unter den Organisationsprinzipien der Wahrnehmung versteht man einige Gesetzmäßigkeiten und Erfahrungswerte, nach denen der Strukturierungsprozess der Wahrnehmung die aufgenommenen Reize klassifiziert.
Die Organisationsprinzipien lassen sich besonders einfach dort nachweisen, wo der physikalische (objektiv gegebene) und der phänomenale (empfundene, wahrgenommene) Sachverhalt nicht übereinstimmen.
Durch diese Prinzipien wird deutlich, dass sowohl die Wahrnehmung als auch ihre stete Adaption an sich ändernde Reizverhältnisse beim Menschen nicht durch Abbildung, sondern durch einen konstruktiven, kognitiven Verarbeitungsprozess stattfindet.

#### Kontextabhängigkeit

Der rechte orange Kreis scheint größer als der linke, obwohl ihre Größe identisch ist.

Objekte werden immer im Kontext mit ihrer Umgebung wahrgenommen. Der Kontext kann dabei nicht nur die Größenwahrnehmung, sondern auch die Bedeutung oder Funktion des Wahrgenommenen verändern. Die Kontextabhängigkeit wird deutlich, wenn ein Objekt aus seinem gewohnten Kontext herausgelöst wird und in einen atypischen Kontext gesetzt wird.
Beispiel: Ein Schiff im Wasser ist etwas Alltägliches, ein Schiff auf einer Wiese hingegen würde sofort unsere Wahrnehmung auf sich ziehen – um Aufmerksamkeit zu erregen; ein Effekt, den die Werbung gerne für sich nutzt.
Dabei gilt die Kontextabhängigkeit nicht nur für die visuelle Wahrnehmung. Studien haben gezeigt, dass auch bei der Wahrnehmung von Konsonanz bzw. Dissonanzen in der Musik eine Abhängigkeit zum Musikstück, dem Ort, dem Interpreten besteht, sodass demnach die Wahrnehmung von Dissonanzen bzw. Konsonanzen eine Neubewertung erfahren können.

#### Einfluss der Erfahrung
Müssen widersprüchliche Informationen verarbeitet werden, bevorzugt das Gehirn die wahrscheinlichste Interpretation durch Vergleich mit bereits abgespeicherten, (erlernten) Erfahrungen (Transaktionalismus).

#### Filtereffekte
Die Sinnesorgane nehmen nur einen Teil der möglichen Reize auf. Zusätzlich wird jede Wahrnehmung zunächst im sensorischen Speicher auf ihren Nutzen untersucht. Nur wenn sie relevant erscheint, gelangt sie ins Kurzzeitgedächtnis, wo sie weiterverarbeitet wird.
Bei der Weiterverarbeitung werden diese Informationen in kleinere Einheiten zerlegt, getrennt verarbeitet (verstärkt, abgeschwächt, bewertet) und in verschiedenen Gehirnarealen wieder zusammengeführt. Es lassen sich verschiedene kognitive Beurteilungsprogramme unterscheiden:
- Attributdominanz: Hierbei ist ein wahrgenommenes Merkmal ausschlaggebend für die Meinungsbildung;
- Irradiation: Hierbei wird von der Eigenschaft eines Merkmals auf die Qualität anderer Merkmale geschlossen. Beispielsweise wird von einer breiten Pkw-Bereifung auf eine starke Motorisierung geschlossen.
- Halo-Effekt (von Halo = Heiligenschein): Demnach wird die Wahrnehmung einzelner Attribute durch ein bereits gebildetes Urteil bestimmt. So werden z. B. neu erhaltene Informationen so interpretiert, dass sie das Urteil bestätigen. Eigenschaften, die im Widerspruch zu diesem Vor-Urteil stehen, werden dagegen unterbewertet, oder sogar vollständig ignoriert.

Weitere Gründe, einen Reiz verstärkt wahrzunehmen oder nicht wahrzunehmen sind persönliche Interessen, Erwartungen, bewusste Fokussierung sowie Schutzmechanismen wie Verdrängung.

#### Bewertung
Manche Sinneseindrücke werden mit einer Emotion (Angst, Freude, Schreck) verknüpft. Diese Bewertung beeinflusst die Lenkung der Aufmerksamkeit auf bestimmte Sinnesreize.

## Veränderungen der Wahrnehmung
Die Wahrnehmung kann durch die folgenden Faktoren beeinflusst werden:
- Drogen wie Alkohol oder Halluzinogene (LSD, DMT, Psilocin, Meskalin, Ecstasy, Cannabis, „bewusstseinserweiternde Drogen“) beeinflussen den Wahrnehmungsprozess auf physiologischer Ebene. Während Alkohol zu einem starken Nachlassen der Leistungsfähigkeit der Wahrnehmung führt (z. B. „Tunnelblick“), führen Halluzinogene zu subtileren Veränderungen: Es kommt zu Halluzinationen; Reize werden falsch kombiniert oder an die falschen Verarbeitungszentren des Gehirns weitergeleitet (Synästhesien, z. B. „Farben riechen“). Siehe auch: Bewusstsein, Bewusstseinszustände, Bewusstseinsveränderung.
- Lernprozesse. Wahrnehmung ist zu großen Teilen erlernt und dadurch höchst anpassungsfähig. Einige Beispiele: Blinde können über menschliche Echoortung lernen, Hindernisse wie beim Sonar durch Reflexion von Schallwellen zu orten. Kamerabilder, die als Druck auf die Haut eines Blinden projiziert werden, können mit viel Übung zu räumlichen Wahrnehmungen führen. Amputierte Gliedmaßen können noch lange Zeit später als Phantomglied wahrgenommen werden; allmählich absterbende Gliedmaßen (z. B. durch Lepra) führen jedoch nicht zu solchen Fehlwahrnehmungen.
- Biofeedback ist eine Behandlungsmethode der Verhaltenstherapie. Mittels technischer Hilfsmittel bekommt der Patient dabei zusätzliche sensorische Informationen (Feedback) über Prozesse seines Körpers, die sich normalerweise unbewusst selbst regulieren (Homöostase, z. B. der Puls) oder aufgrund von Nervenschädigungen nicht mehr bewusst kontrollierbar sind (z. B. Lähmungen). Dieser neue, künstliche Sinn funktioniert ähnlich wie die kinästhetische Wahrnehmung und ermöglicht unter gewissen Umständen eine bewusste Steuerung des dargestellten Prozesses.
- Technische Geräte können die Wahrnehmung auf viele Arten beeinflussen oder erweitern:
  - Sehhilfen (Brille, Kontaktlinsen) und Hörgeräte oder Cochleaimplantate sollen Behinderungen ausgleichen und die normale Funktionsweise der Sinnesorgane so weit wie möglich wiederherstellen.
  - Lupen, Ferngläser, Nachtsichtgeräte und Kompasse sollen die Fähigkeiten der Wahrnehmung erweitern oder verbessern. Prinzipiell kann jede Vorrichtung der technischen Sensorik (z. B. Radar, Sonar, Geigerzähler) als Erweiterung der Wahrnehmung betrachtet werden.
  - Erweiterte Realität beschreibt die Erweiterung der Wahrnehmung um computergestützte virtuelle Informationen. Ein Beispiel für eine Anwendung ist das EyeTap.
- Meditation. Meditationstechniken wie Yoga, Zazen oder Naikan zielen mittels einer Schärfung der Wahrnehmung des eigenen Körpers auf spirituelle Entwicklung ab. Durch die Konzentration auf einzelne Körperteile oder Prozesse (z. B. Atmung) können auch Anzeichen von Stress erkannt werden, um diesem mit Entspannungstechniken entgegenzuwirken. Die physiologischen Vorgänge bleiben dabei zwar unverändert, aber durch erhöhte Aufmerksamkeit werden Reize wahrgenommen und in Verhalten umgesetzt, die sonst unbewusst oder unbeachtet bleiben.
- Sensorische Deprivation. Wird einem Menschen über einen bestimmten Zeitraum die sensorische Wahrnehmung (optische und/oder akustische Reize) entzogen, z. B. durch Einzel-/Dunkelhaft, erleidet er Wahrnehmungsverarbeitungsstörungen, die von einfachen Halluzinationen bis zur schweren Psychose reichen, aber auch therapeutisch eingesetzt werden können (siehe auch Isolationstank).

## Wahrnehmungsentwicklung

### Ontogenetische Entwicklung der Sinne
Der TastsinnAb dem 2. Schwangerschaftsmonat entwickelt sich der Tastsinn. Mit der Geburt empfindet das Kind Temperaturunterschiede, trockene Luft, Bewegung durch die Pflegeperson
Der Geschmackssinn, Gustatorische WahrnehmungIm 3. Schwangerschaftsmonat beginnt die Entwicklung des Geschmackssinns. Dieser ist bei der Geburt voll ausgebildet.
Der Geruchssinn, olfaktorisches System.
Der Bewegungssinn (kinästhetisches System)Ab dem 3. Schwangerschaftsmonat entwickelt sich der Stütz- und Bewegungssinn.
Der GleichgewichtssinnIm 3. bis 4. Schwangerschaftsmonat wird das Gleichgewichtssystem angelegt und ist ungefähr im 6. Schwangerschaftsmonat ausgereift.
- Dieser Sinn wird unmittelbar nach der Geburt aktiv
- Er ist die wichtigste Voraussetzung für die motorische Entwicklung.
- Im ersten Lebensjahr ermöglicht der Gleichgewichtssinn die Fähigkeit zum aufrechten Gehen und Stehen.

Der HörsinnIm 7. Schwangerschaftsmonat und damit schon einige Zeit vor der Geburt funktioniert der Hörsinn. Insgesamt ist das Gehör bereits nach der Geburt äußerst leistungsfähig. Das Kind hört bereits sehr differenziert Töne und verschiedene Tonhöhen.
- Die Stimme der Mutter wird bereits im Mutterleib wahrgenommen.
- Den Klang der Stimme seiner Mutter, ihre Lautstärke vernimmt das Kind lange, bevor es den Sinn der Worte versteht.

Der SehsinnIm 8. Schwangerschaftsmonat beginnt sich der Sehsinn zu entwickeln. Nach etwa zwei Monaten ist die Fähigkeit, die Augen auf unterschiedliche Entfernungen einzustellen, entwickelt.
- Neugeborene unterscheiden bereits hell und dunkel und können im Abstand von 20 bis 40 cm schon relativ scharf sehen.
- Durch beidäugiges Sehen entwickelt sich sodann das räumliche Sehen und damit verbunden die Tiefenwahrnehmung.
- Ein Kind kann mit etwa zwei Jahren die Tiefen eines Raums wahrnehmen.
- Mit etwa 4 Jahren kann das Kind Tiefen und Entfernungen ähnlich gut sehen wie ein Erwachsener.
- Perspektivisches Zeichnen ist Kindern im Durchschnitt jedoch erst im Alter von etwa 12 Jahren möglich.

### Theoretische Ansätze zur Wahrnehmungsentwicklung

#### Nach Affolter
Félicie Affolter, eine Schülerin Piagets, unterscheidet 1975 bei der Wahrnehmungsentwicklung drei Stufen. Diese drei Stufen geben an, wie Wahrnehmungsreize verarbeitet werden.
Die einfachste Stufe ist die modale Entwicklungsstufe. In dieser werden Reize zunächst unspezifisch verarbeitet, dann aber zunehmend differenziert und voneinander abgegrenzt. So können Säuglinge schon verschiedene Stimmen voneinander unterscheiden und erkennen bestimmte Melodien wieder. Die nächste Stufe nennt Affolter die intermodale Stufe. Hier verbinden sich Reize unterschiedlicher Kanäle zu einer Repräsentation. So kann der Säugling ab einem gewissen Alter die Stimme und das Gesicht der Mutter miteinander verbinden. Die dritte Stufe, die seriale Stufe, integriert unterschiedliche Reize in zeitlichen und räumlichen Repräsentationen und verknüpft sie zu bedeutungsvollen Ganzheiten.
Affolter kann allerdings kaum mehr als ein abstraktes Modell bereitstellen. Ein Säugling reagiert meistens von Anfang an auf ein Geräusch mit Bewegungen, und es lässt sich nicht genügend abgrenzen, ob es sich hier nur um Reflexe handelt oder bereits ein Lernprozess stattgefunden hat.
So merkt Herbert Günter (1998) an: „Es handelt sich hierbei (…) um ineinander verschachtelte Phasen (…). Die einzelne, isolierte Information ohne jegliche Beziehung und Bindung zu anderen Sinneskanälen ist bedeutungslos.“
Wichtiger allerdings sind die Annahmen, die Anna Jean Ayres 1984 dann zur weiteren Entwicklung der sensorischen Integration gemacht hat: Diese führen zum Aufbau komplexer Systeme, sogenannter höherer Hirnfunktionen, die ein koordiniertes Verhalten und schließlich ein zielgeleitetes und systematisches Handeln erst möglich machen.

#### Nach Ayres
Anna Jean Ayres stellt folgendes Modell auf, die die Entwicklung höherer Hirnfunktionen aus basalen Wahrnehmungsprozessen erklärt:

- Ayres Modell allerdings behauptet nur, dass der Aufbau von komplexen Hirnfunktionen so stattfindet. Eine wirkliche Erklärung, wie es stattfindet, hat sie nicht.
- Ein anderes Modell, sowohl von seiner Struktur als auch mit denselben Problemen des Beweises, stammt von Alexander Romanowitsch Lurija (1970).